# Карен Крістіансен Марстранд
Карен Крістіансен Марстранд (дан. Karen Christiansen Marstrand) — данська громадянка, яка разом із чоловіком Кнудом Марстрандом Крістіансеном рятувала євреїв під час Другої світової війни. 

## Діяльність у роки війни
У вересні 1943 року, коли нацисти готувалися до депортації євреїв з Данії, Карен і її чоловік відкрили свій дім для переховування єврейських біженців. Вони брали активну участь у перевезенні євреїв човнами до Швеції через протоку Ересунн. Серед урятованих була родина Літманів, а також Макс Равічер, якого подружжя супроводжувало на всьому шляху до безпечного місця.

## Визнання
18 липня 2005 року Яд Вашем визнав Карен Крістіансен Марстранд і її чоловіка Праведниками народів світу за рятування євреїв у часи Голокосту.